# Angelo Tofalo
Angelo Tofalo (Salerno, 20 aprile 1981) è un politico italiano, già deputato della XVII legislatura e rieletto nella XVIII legislatura della Repubblica Italiana con il Movimento 5 Stelle.

## Biografia
Nato a Salerno consegue la maturità scientifica nel 1999 al liceo scientifico "Giovanni Da Procida".
Nel 2003 consegue la laurea in ingegneria civile e nel 2007 la specializzazione in ingegneria idraulica-geotecnica presso l'Università degli Studi di Salerno.
Tra le diverse attività svolte in campo ingegneristico, lavora per circa cinque anni nel settore della progettazione di opere strategiche, in particolare telecomunicazioni, sicurezza, video sorveglianza e lavori progettuali richiedenti un livello elevato di nulla osta di sicurezza. Angelo Tofalo ha anche partecipato alla progettazione del TETRA (Terrestrial Trunked Radio) Italia.
Nel 2016 consegue un master universitario di secondo livello in "Intelligence e Sicurezza" presso la Link Campus University di Roma con una tesi intitolata "Intelligence Collettiva: un futuro modello di gestione dell'informazione pubblica, ex ante, in itinere, ex post evento critico".
Terminata l’attività politica, viene eletto nel direttivo del Clusit (2022-2024), l’Associazione Italiana per la Sicurezza Informatica. È poi direttore scientifico del CISINT, il Centro Italiano di Strategia e Intelligence, e della Cyber Security Italy Foundation nonché componente del comitato esecutivo dell’Osservatorio Nazionale per la Tutela del Mare come delegato per la sicurezza informatica e delle informazioni. È fondatore e CEO di AT Agency, società di consulenza strategica per i settori difesa, intelligence, sicurezza e cybersicurezza.

## Attività politica

### Elezioni e incarichi istituzionali

#### Elezione a deputato della XVII Legislatura
Alle elezioni politiche del 2013 viene eletto deputato della XVII legislatura della Repubblica Italiana come capolista nella circoscrizione XX Campania 2 per il Movimento 5 Stelle.
Dal 7 maggio 2013 è diventato membro della VIII Commissione Ambiente, Territorio e Lavori Pubblici alla Camera dei Deputati.

#### Nomina a membro del COPASIR
Dal 5 giugno 2013 è entrato a far parte del Comitato parlamentare per la sicurezza della Repubblica come capogruppo per il Movimento 5 Stelle.
L'8 novembre 2013 è entrato nella IV Commissione Difesa presso la Camera dei deputati.

#### Elezione a deputato della XVIII Legislatura
Alle elezioni politiche del 2018 viene rieletto alla Camera dei deputati come capolista della quota plurinominale nel collegio di Salerno.

#### Nomina a Sottosegretario di Stato alla Difesa
Il 12 giugno diventa sottosegretario alla Difesa nel Governo Conte I di Movimento 5 Stelle e Lega.

#### Nomina al Consiglio nazionale anticontraffazione
Il 3 novembre 2018 il Sottosegretario di Stato alla Difesa Angelo Tofalo è stato nominato componente effettivo del Consiglio nazionale anticontraffazione, istituito presso il Ministero dello sviluppo economico, è presieduto dal viceministro Dario Galli. La carica ha durata di due anni.

#### Nuova nomina a Sottosegretario di Stato alla Difesa
Il 16 settembre 2019 viene riconfermato sottosegretario alla Difesa nel Governo Conte II, partito dopo un accordo programmatico tra il Movimento 5 Stelle, il Partito Democratico e Liberi e Uguali.

### Divulgazione dei temi della Difesa e della Sicurezza

#### Intelligence Collettiva
Nei cinque anni di lavoro al COPASIR Tofalo ha avuto grande attenzione alla divulgazione dei ruoli e delle funzioni del Sistema di informazione per la sicurezza della Repubblica. Grazie al supporto di un think tank apartitico denominato "Intelligence Collettiva" creato insieme al già magistrato e segretario del Copasir senatore Felice Casson, lo storico e saggista Aldo Giannuli e altri ex appartenenti al SISMI e al SISDE ha organizzato un ciclo di eventi sui temi dell'Intelligence e della sicurezza nazionale. 

#### Difesa Collettiva
Tofalo, in linea con la delega ricevuta sulla diffusione della cultura della Difesa e della Sicurezza, ha organizzato una serie di eventi pubblici tesi a divulgare i ruoli e le funzioni specifici delle articolazioni dello Stato che fanno capo al Ministero della Difesa. A condividere queste informazioni con il pubblico sono stati i comandanti, i dirigenti e i funzionari che ricoprivano ruoli apicali all'interno del comparto Difesa.

### Team Sistema Paese
Il sottosegretario Tofalo fa parte del team interministeriale guidato dalla Presidenza del Consiglio dei ministri che si occupa di promuovere il Sistema-Paese, le sue eccellenze consolidate e quelle in crescita - come le start-up, alle quali è dedicato il nuovo fondo di 1 miliardo di euro targato Cdp - e attivare nuove collaborazioni di natura scientifico-tecnologica con i paesi più avanzati sui temi della sicurezza cibernetica.

### Controversie
Hanno sollevato critiche i rapporti da lui intrattenuti nel 2016 con i faccendieri Annamaria Fontana e il marito Mario Di Leva, di San Giorgio a Cremano, poi arrestati dalla Direzione distrettuale antimafia di Napoli, a gennaio 2017, sotto l'accusa di traffico internazionale di armi.
Annamaria Fontana si era adoperata per rendere possibile, il 17 novembre 2016, un incontro a Istanbul tra il parlamentare del COPASIR e il politico libico Khalifa Ghwell. Quest'ultimo è stato ex Ministro della Difesa e poi Primo ministro dell'ultimo governo eletto democraticamente prima della nomina di Fayez al-Sarraj. In precedenza aveva riconosciuto il nuovo governo salvo poi autoproclamarsi nuovamente primo ministro della Libia, probabilmente alleatosi con Russia, e, all'epoca dei contatti, era già stato accusato di aver organizzato due tentativi di colpo di Stato (uno dei quali il 15 ottobre 2016, un mese prima dell'incontro programmato) volti a destituire il governo di Fayez al-Sarraj, cioè l'unico interlocutore politico libico riconosciuto come legittimo dall'Organizzazione delle Nazioni Unite e dallo stesso governo italiano nell'ambito del processo internazionale di pacificazione in atto nel paese. Il contatto a Istanbul era propedeutico a un successivo incontro da organizzarsi tra i vertici del partito (incluso Luigi Di Maio e Alessandro Di Battista) e vari esponenti della fazione avversa al governo Sarraj: Khalifa Ghwell stesso, Abdullah al-Thani, e il generale Khalifa Belqasim Haftar. Una volta appresa la notizia dell'arresto il deputato Angelo Tofalo, pur avendo avuto contatti con la coppia napoletana in un periodo successivo alle date dei fatti contestati dalla magistratura, ha immediatamente voluto riferire al procuratore antimafia tutte le informazioni di cui era in possesso. Il procuratore ha richiamato il deputato una seconda volta in qualità di persona informata sui fatti nell'ambito dell'inchiesta giudiziaria per traffico internazionale d'armi e in quell'occasione ha dichiarato di aver pagato le spese del viaggio della faccendiera indagata, facendosi personalmente carico della somma di 2.300 euro. Per tali vicende, il Tofalo non ha ricevuto alcun atto ufficiale che lo coinvolga da un punto di vista giudiziario.